# Lijili
Le lijili est une langue du plateau nigérian parlée dans l’État de Nassarawa au Nigeria.

## Écriture
| a | ã  | b  | c  | d | dz | e | ẽ | ɛ | ɛ̃ | f | g  | gb | h  | i | ĩ | j | k | kp | l | m  |
| n | nm | nw | ny | o | õ  | ɔ | ɔ̃ | p | r | s | sh | t  | ts | u | ũ | v | w | y  | z | zh |

L’apostrophe est utilisée comme signe grammatical pour indiquer le possessif, par exemple adza ’Musa, « les enfants de Musa ».
Les deux-points sont utilisés comme signe grammatical pour indiquer le présent ou le présent habituel, par exemple :a tã rije, « il mange de la nourriture ».
L’accent grave est utilisé sur la première syllabe ou sur le préfixe ǹ- pour marquer le locatif, par exemple a trɔ itrɔ kùcɔ, « il a porté la charge sur sa tête ».